# Lensia tottoni
Lensia tottoni is een hydroïdpoliep uit de familie Diphyidae. De poliep komt uit het geslacht Lensia. Lensia tottoni werd in 1963 voor het eerst wetenschappelijk beschreven door Daniel & Daniel. 